# Bitwa pod Ostrołęką dnia 26 maja 1831 roku
Bitwa pod Ostrołęką dnia 26 maja 1831 roku – obraz olejny namalowany przez polskiego malarza Karola Malankiewicza w 1838 roku, znajdujący się w zbiorach Muzeum Kultury Kurpiowskiej w Ostrołęce.

## Opis
Karol Malankiewicz urodził się w 1802 w Galicji. Jako oficer brał udział w powstaniu listopadowym a po jego upadku, razem z resztą wojsk polskich wyemigrował do Francji, gdzie zajął się pracą artystyczną i studiował malarstwo specjalizując się w batalistyce. Zmarł w Paryżu w 1877.
Obraz przedstawia bitwę pod Ostrołęką stoczoną 26 maja 1831 przez wojsko Królestwa Polskiego pod dowództwem generała Jana Zygmunta Skrzyneckiego z armią rosyjską feldmarszałka Iwana Dybicza Zabałkańskiego. Przebywający na emigracji Malankiewicz, chciał utrwalić na płótnie jedno z ważniejszych wydarzeń z historii polskiej wojskowości ale także „rozliczyć się” z przeszłością. Niczym kronikarz spisał kolejne fazy toczących się od wczesnego ranka 26 maja 1831 bitewnych zmagań. Ogólną koncepcję ujęcia tematu zaczerpnął z prac już istniejących, choćby takich, jak drzeworyt nieznanego autora, Bitwa pod Ostrołęką (1832), czy staloryt F. Sauttera o tym samym tytule.

Po prawej stronie obrazu widoczna jest płonąca Ostrołęka zajęta już przez Rosjan. Powyżej miasta na piaszczystym cyplu wschodniego brzegu Narwi rozmieszczone są rosyjskie baterie ostrzeliwujące oddziały polskie stojące na lewym brzegu. Przez rzekę przerzucone są dwa mosty. Wysoki szosowy, przez który nacierają bataliony rosyjskich grenadierów, broniony jest przez wycofujące się oddziały Czwartaków. Poniżej widoczny jest most tak zwany pływak, po którym przeprawiają się Rosjanie. Po lewej stronie obrazu widoczni są oficerowie konno z generałem Skrzyneckim postępujący ku rzece i skontrastowana z nimi dynamiczna grupa piechoty, zagrzewana do walki przez rannego oficera, z wzniesioną w prawej ręce szablą i lewą ręką na temblaku (być może jest to Karol Malankiewicz). Na obrazie widzimy przełomowy moment bitwy, kiedy to: 

...wszczyna się mordercza walka [...]. Dowódca polski ocenia niemożność dalszego trzymania się, daje więc rozkaz batalionowi 8 p. p. l. i weteranom czynnym, aby przez most pływak za Narew się cofnęły [...]. Piechota nasza, czyniąca odwrót, silnie od nich rażona, przyspiesza kroku i gwałtownie na most tłoczyć się zaczyna. Most wąski, słaby, pod natłokiem żołnierza blisko na trzy stopy w wodę grzęźnie, i jedni, ratunku szukając, rzucają się na kępę obok mostu będącą, drudzy zwrot czynią, biegną ku wielkiemu mostowi i na niego pchają się i tłoczą. Wszczyna się nieporządek, żołnierze sami sobie drogę tamują i rozbieranie mostu, którego dopiero pokład i dwie skrajne belki pierwszego przęsła zrzucono, staje się niepodobnem. To jest początek nieszczęścia.

 Obraz utrzymany jest w tradycji malarstwa batalistycznego z pierwszej połowy XIX wieku – z wieloma analogiami do prac Januarego Suchodolskiego. Pod względem wierności oddania mundurów żołnierzy, sprzętów i akcesoriów, a także w rzetelności przedstawienia w nim szczegółów topograficznych pola bitwy dzieło Malankiewicza może równać się z najlepszymi, powstałymi w tym czasie obrazami batalistycznymi.